# Chiesa della Santissima Trinità (Samarate)
La chiesa della Santissima Trinità è la parrocchiale di Samarate, in provincia di Varese e arcidiocesi di Milano; fa parte del decanato di Gallarate.

## Storia
Il 20 aprile 1760 venne posta la prima pietra dell'attuale edificio. La costruzione continuò però a rilento a causa di problemi economici. Solo nel 1779 si avrà la prima consacrazione della chiesa.
Nel XIX secolo viene avviata la costruzione del campanile.
Durante il novecento vennero effettuati lavori di decorazione e abbellimento dell'interno e nel 1932 viene riconsacrata e benedetta dal cardinale Ildefonso Schuster

## Descrizione
La chiesa presenta una navata unica a pianta longitudinale. La volta della navata presenta decorazioni ad affresco del pittore Mario Chiodo Grandi raffiguranti La trinità, L'assunzione di Maria, Il ritrovamento della vera croce, gli evangelisti e le virtù (questi ultimi due a monocromo)
Lungo la navata si aprono varie cappelle dedicate a San Leone, San Giuseppe, alla Beata Vergine del Rosario, a san Giovanni Bosco e al crocifisso. Tutte le volte di queste presentano sulle volte affreschi del pittore locale Pierino Rossini.
Le opere di maggior rilievo conservate sono l'Apparizione della Madonna col Bambino e San Pietro a sant'Agata in carcere di Melchiorre Gherardini e il Riposo durante la fuga in Egitto di Biagio Bellotti.
L'altare maggiore risale agli anni '80 del XVIII secolo ed è opera di Gabriele Buzzi (fratello di Elia Vincenzo Buzzi e collaboratore del Bellotti)
L'organo Costamagna risale al 1956.